# تثليث ديناميكي سببي
التثليث الديناميكي السببي ويدعى اختصاراً CDT، وهو منهج في الجاذبية الكمومية وضعه رينيت لول وجان أمبيجورن وجيرسي يوركيفكس، ونشره فوتيني ماركوبولو ولي سمولين. والتثليث الديناميكي السببي مشابه للجاذبية الكمومية الحقلية في استقلالهما عن الزمكان. أي لا يأخذ بعين الاعتبار وجود فضاء بعدي، بل الهدف منه إيجاد تفسير لتطور نسيج الزمكان.
في مؤتمر Loop 05، والذي حضره عدد كبير من العلماء النظريين المهتمين بدراسة الجاذبية الكمومية الحلقية، ناقش الحاضرون فكرة التثليث الديناميكي السببي بدقة وتعمق موضحين أهميته الشديدة.
حيث أوضحوا أن التثليث الديناميكي السببي يعيد خلق الزمكان رباعي الأبعاد، في المقابل، يظهر الزمكان ثنائي الأبعاد قرب طول بلانك، ويكشف عن البنية الكسيرية للزمن المنتظم.
تتفق هذه الاستنتاجات مع اكتشافات لاوشر ورويتر، واللذان اتبعا منهجاً يدعى جاذبية آينشتاين الكمومية. كما تتفق أيضاً مع الدراسات والأعمال النظرية الأخرى والحديثة.
برزت مقالة قصيرة في شهر فبراير/شباط من عام 2007 في عدد من مجلة “سينتفك أمريكان” تلقي نظرة عامة على هذه النظرية، وتوضح سبب اهتمام العلماء الشديد بها. كما نُشرت مقالة عن التثليث الديناميكي السببي في المجلة نفسها في إصدار شهر يوليو/تموز من عام 2008.

## مقدمة
من المفترض أن تتغير بنية الزمكان بشكل دائم بالقرب من طول بلانك، وذلك بسبب التموج الكمومي والتموج الطوبولوجي. تستخدم نظرية CDT عملية تثليثية (طوبولوجية) تتغير ديناميكياً وتخضع لقوانين الحتمية. والهدف من ذلك هو الاستدلال على كيفية تطور الفضاء البعدي إلى ما نعرفه اليوم.
تفترض نتائج البحث أن هذه النظرية توفر طريقة جيدة للحصول على نموذج عن المراحل الأولى لتشكل الكون ]بحاجة لتوثيق[ ووصف تطور هذا الكون. وباستخدام طريقة تدعى الـ (سيمبلكس) Simplex، يمكننا تقسيم الزمكان إلى قطاعات مثلثية. والسيمبلكس هو نظير متعدد الأبعاد للمثلث ثنائي الأبعاد، ويدعى السيمبلكس ثلاثي الأبعاد برباعي السطوح، بينما يدعى السيمبلكس رباعي الأبعاد –وهو حجر الأساس في هذه النظرية –بالـ Pentachoron أو المخمس.
إن كل سيمبلكس مسطح هندسياً، لكن هناك طرق عديدة لـ “لصق” كل واحد مع الآخر لخلق زمكان مقوّس. في المقابل، لم ينتج عن محاولات تثليث الفضاء الكمومي سوى أكوانٍ مشوشة ذات أبعاد كثيرة جداً، أو أكوانٍ مصغرة ذات أبعاد قليلة جداً.

## المحاسن والمساوئ
يشتق التثليث الديناميكي السببي الطبيعة المرئية وخصائص الزمكان من مجموعة صغيرة من الافتراضات، وبدون تعديل العوامل. وهذه الفكرة –أي اشتقاق ما هو واضح من المبادئ الأولية –واسعة الانتشار والشعبية لدى الفيزيائيين ]بحاجة لتوثيق[. يصوّر التثليث الديناميكي السببي خصائص الزمكان في كلّ من العالم بالغ الصغر (قرب مقياس بلانك)، والكون الذي نعرفه بالمقياس الكبير. أي باستطاعة التثليث الديناميكي السببي أن يوفّر نظرة حول طبيعة الواقع الذي نعيشه.
يعتمد تقييم التطبيقات الملحوظة لنظرية التثليث الديناميكي السببي بشكل كبير على المحاكاة الحاسوبية لطرق مونت كارلو. لذا يعتقد البعض أن هذه الطريقة تجعل من الـ CDT نظرية جاذبية كمومية غير مصقولة. كما ادعى البعض أن تقطيع الزمن المتمايز لا يقدّم، بشكل دقيق، جميع الأنماط المحتملة للنظام الديناميكي. لكن أبحاث ماركوبولو وسمولن تظهر أن الأسباب الكامنة وراء هذه الادعاءات محدودة وقليلة، لذا يعلّق عدد كبير من الفيزيائيين آمالهم على هذه النظرية.

## نظريات مشابهة
تتشابه نظرية التثليث الديناميكي السببي مع الجاذبية الكمومية الحلقية، خاصة تركيبات الرغوة الدوارة. فعلى سبيل المثال، يصف نموذج Barrett–Crane تكاملات المسارات الحوسبية تماماً كنظرية التثليث الديناميكي السببي.
هناك منهج آخر في دراسة الجاذبية الكمومية، وهو مرتبط بشكل وثيق مع التثليث الديناميكي السببي، ويدعى بالمجموعات المسببة. حيث يحاول هذا المنهج الأخير –والتثليث الديناميكي السببي أيضاً –تصوير الزمكان عن طريق بنية سببية متمايزة. والاختلاف الرئيسي بين المنهجين أن منهج الثاني عام نسبياً، بينما يطرح التثليث الديناميكي السببي علاقة أكثر تفصيلاً بين الأحداث الزمكانية المتشابكة والهندسة.